# Wszechrosyjski Instytut Naukowo-Badawczy Fizyki Eksperymentalnej

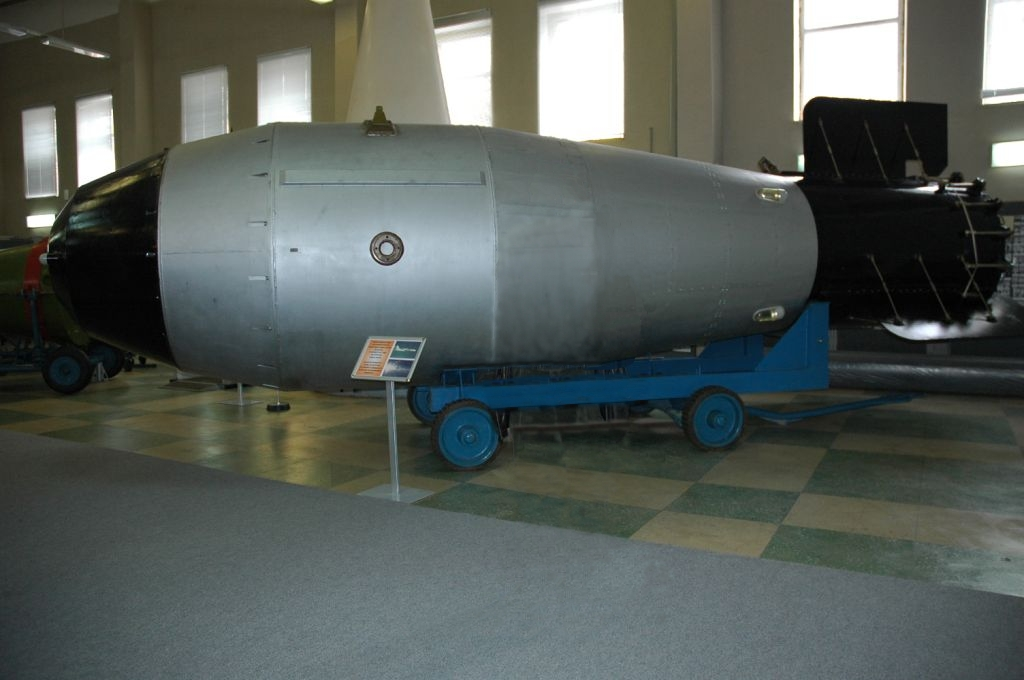
Replika opracowanej w KB-11 bomby atomowej Car bomba (RDS-220)

Wszechrosyjski Instytut Naukowo-Badawczy Fizyki Eksperymentalnej (ros. Всероссийский научно-исследовательский институт экспериментальной физики) – rosyjski federalny instytut badawczy, dwa biura projektowe (KB-1 oraz KB-2) oraz dwa zakłady produkcyjne ładunków jądrowych — Zakład Komunist oraz Zakład 2. Arzamas-16 został utworzony jako biuro konstrukcyjne KB-11 w 1946 roku na terenie dawnego monasteru, w zamkniętej odtąd miejscowości Arzamas-16, noszącej uprzednio nazwę Sarow.
Od początku istnienia, podstawowym zadaniem instytutu, noszącego też oznaczenie VNIIEF, było prowadzenie prac badawczo-rozwojowych nad bronią nuklearną i zapewnienie naukowego wsparcia dla radzieckiej broni jądrowej przez cały cykl jej życia; począwszy od rozwoju przez produkcję, rozmieszczenie, aż po demontaż i likwidację. Zakres zadań Arzamas-16 obejmuje badania nad fizyką teoretyczną oraz fizyką stosowaną, konstrukcję głowic, opracowywanie materiałów specjalnych, testy nuklearne i nienuklearne, kontrolę nad rozmieszczonymi ładunkami jądrowymi, oraz diagnostykę i rozwiązywanie problemów wynikłych podczas demontażu i likwidacji broni jądrowej. VNIIEF prowadzi teoretyczne i obliczeniowe badania prowadzące do opracowania prototypów głowic nuklearnych oraz opracowuje technologie ich masowej produkcji.
VNIIEF podzielony jest na departamenty i biura: naukowo-badawcze NIO-1 oraz NIO-2 — prowadzące badania teoretyczne nad fizyką broni nuklearne, departament hydrodynamiki NIO-3 odpowiedzialny za modelowanie komputerowe procesów zachodzących podczas eksplozji nuklearnej

## Źródła
- Frank von Hippel, Oleg Bukharin, Timur Kadyshev, Eugene Miasnikov, Pavel Podvig: Russian Strategic Nuclear Forces. The MIT Press, 2004. ISBN 0-2626-6181-0. Brak numerów stron w książce